# Krško
Kŕško (izgovarjava [ˈkə́ɾʃkɔ] (), v Krškem) (nemško Gurkfeld) je mesto ob Savi, ko priteče iz Savske doline na Krško polje, z mestnim jedrom na desnem bregu na Dolenjskem in Vidmom na levem bregu na Štajerskem. Sestavljeno je iz treh nekdanjih naselij, Krškega na desnem bregu reke Save in Vidma ob Savi ter Stare vasi, nekdaj samostojni naselji, na levem bregu Save. V 60. letih 20. stoletja sta se omenjeni vási združili najprej pod kombinacijo imen Videm-Krško, potem pa samo še z imenom Krško. Je edino mesto v Sloveniji, ki je cerkvenoupravno razdeljeno med dve škofiji, pri čemer Škofija Novo mesto pokriva ozemlje desnega brega Save s starim mestnim jedrom, Škofija Celje pa levega.
Poleg občine so v Krškem tudi okrožno in okrajno sodišče, upravna enota, pošta, zdravstveni dom, Osnovna šola Jurija Dalmatina, glasbena šola, Šolski center Krško - Sevnica s tehniško gimnazijo in srednjo šolo Krško, Fakulteta za energetiko in enota celjske Fakultete za logistiko (obe članici Univerze v Mariboru), Valvasorjeva knjižnica Krško, Mestni muzej Krško z galerijo in Valvasor-Mencingerjevo hišo, več poslovalnic bank in zavarovalnic, Hotel City Krško, številni gostinski lokali, policijska uprava, trgovinski centri, železniška in avtobusna postaja, od cerkva sta dve župnijski, dve podružnični in ena samostanska, slednja je del nekdanjega kapucinskega samostana, ustanovljenega leta 1640. V starem mestnem jedru ima sedež tudi Območna zbornica Posavja Gospodarske zbornice Slovenije (GZS). Krško je znano predvsem po edini slovenski (in nekdaj tudi jugoslovanski) jedrski elektrarni, ki je začela delovati leta 1983.

## Ime
Ime Krško izhaja iz imena reke Krke. Izvorno nemško ime Gurckfeld to potrjuje. Gurck ali Gurk je ponemčena beseda za Krko, kakor je npr. tudi Krka (nemško Gurk) na avstrijskem Koroškem, po kateri je dobila ime sveta Ema Krška. Gurckfeld pomeni torej Krško polje, po katerem teče reka Krka.

## Lega in opis
Staro mesto se je zaradi lege med hribom in reko razvijalo počasi. Krško danes poznamo predvsem po jedrski elektrarni, ki deluje od leta 1981, znano pa je tudi po pridelavi vina in sadjarstvu ter tovarni celuloze in papirja (Vipap).
Krško se širi v izteku savske soteske pred Krškim poljem na desnem in levem bregu reke Save med vzpetinami Rore, Johi in Trška gora (na desnem), Sremič, Kremen in Libna (na levem). Nekdanje prvotno mesto leži na desnem bregu, prepoznamo ga po povečini sklenjeni zidavi ob glavni ulici, ki poteka od nekdanjega kopališča na Savi do stadiona, s priključenim Žadovinkom in naseljem individualnih hiš na Griču pred Leskovcem ter naseljem Narpel. Sredi 20. stoletja se je mesto Krško združilo z Vidmom, ki leži na levem bregu z vinogradi v zaledju. Predmestja Vidma, ki so mu zdaj priključena, so Polšca, Resa in Stara vas.
Mesto ima za sabo pestro zgodovino, del je lahko vidimo že, če se sprehodimo po njegovih ulicah. V mestu najdemo kar nekaj zgodovinsko zanimivih zgradb. Nekatere še kažejo srednjeveški izvor, več je takih s konca 19. in začetka 20. stoletja. Najlepša med njimi je bila v času svojega nastanka gotovo v literaturi poimenovana Scagnettijeva hiša, delo italijanskega stavbenika Valentina Scagnettija. Zgradil jo je leta 1908, dokončal je le osrednji del in južno krilo.

## Zgodovina
Območje je bilo od nekdaj primerno za naselitev, tukaj so našli zgodovinske ostanke iz prazgodovine (Kartuševa in Jermanova jama), ilirske in keltske ostanke (Libna, Dunaj) ter iz časa rimske zasedbe ostanke mesta in pristanišča pri današnji vasi Drnovo (Neviodunum).
Krško je obstojalo že zelo zgodaj, upoštevati pa je treba, da je listina iz dne 29. septembra 895, ki je dolgo časa veljala za prvo omembo kraja, bila v raziskavah spoznana za ponaredek. Tržne pravice mu je podelil cesar Friderik 1391, mestne pa cesar Friderik III. 1477, ker je z utrjenimi mesti krepil obrambo države pred Turki. Leta 1573 so meščani pomagali upornim kmetom. Prav na Krškem polju je baron Jošt Turn potolkel kmečko vojsko s pomočjo uskokov in ujel vodje upora. V spomin na te dogodke stoji v Krškem pred Kulturnim domom spomenik Matije Gubca.
Med protestantsko reformacijo je bilo mesto zelo pomembno. Tukaj sta živela in delovala protestantska pridigarja Adam Bohorič in Jurij Dalmatin, ki sta oba povezana z utemeljitvijo slovenske kulture. V času protireformacije so v mestu zgradili kapucinski samostan in ga opremili z bogato knjižnico, s katero se samostan ponaša še danes. Ker so v samostanu prirejali teološke tečaje, ga cesar Jožef II. ni razpustil kot večino samostanov na Slovenskem. V času reformacije so bili v Krškem tudi številni čarovniški procesi, ki so se končali šele v začetku 18. stoletju.
Pomen Krškega je bil velik zaradi prometa, ki je potekal po Savi. V Krškem je bilo pristanišče in carinski urad. Od tukaj so z vozovi blago razvažali po Dolenjskem in na Kozjansko. Zaradi tega so bile razvite obrti (usnjarji, sedlarji, kolarji, krojači, gostilničarji, mesarji ...), v mestu pa je bila tudi ladjedelnica za popravilo savskih ladij.
V drugi polovici 19. stoletja sta na razvoj mesta močno vplivala zakonca Martin in Josipina Hočevar, ki sta zgradila precej zgradb (okrajno in mestno glavarstvo, meščansko šolo v Krškem in ljudsko šolo na Vidmu, bolnišnico, več stanovanjskih stavb in cerkva). Krška meščanska šola je bila prva šola na Kranjskem (1877), kjer so poučevali v slovenščini. Bila je zgrajena zelo moderno in je v svojem sklopu že imela telovadnico.
Dolgo časa je bila krška znamenitost star lesen most, ki ga je 1866 zgradil Maks Stepišnik in je bil v uporabi dobrih sto let. Pred tem so se čez Savo prevažali z brodom. V preteklem stoletju sta na razvoj mesta nedvomno najbolj vplivali izgradnja tovarne celuloze in papirja ter jedrske elektrarne. Je pa bilo v Krškem razvito tudi tiskarstvo, v Zadružni tiskarni so leta 1923 natisnili prve slovenske grafike. Med drugo svetovno vojno je mesto utrpelo žrtve že kmalu na začetku. Poklonilo se jim je s poimenovanjem glavne ulice v centru mesta. Leta 1941 je bilo skoraj v celoti izseljeno.

## Ljudje, povezani s Krškim in Vidmom ob Savi
- Oton Aumann - zbiratelj starin
- Poldka Bavdek - propagatorka ženske domače obrti
- Vlado Benko - politolog, strok.za mednarodne odnose
- Robert Berič - nogometaš
- Jože Ciuha, slikar
- Dušan Cotič - pravnik-kriminalist in strokovni pisec
- Jurij Dalmatin - slovenski protestantski teolog, pisec
- Alfonz Gspan - bibliotekar, pesnik, literarni zgodovinar, leksikograf
- Jaro Hilbert - slikar in grafik
- Sašo Hribar - novinar, komik
- France Kadilnik - trgovec, mecen, hribolazec in pisec
- Josip Kaplan - skladatelj
- Vera Albreht Kessler - pisateljica
- Matilda Klemenčič - pesnica
- Nina Mandl - plavalka in triatlonka
- Otmar Mihalek - strokovni publicist
- Alfoz Pirc - strokovni publicist in kmetijski inženir
- Nikolaj Polak - publicist
- Anton Podgornik - metalurg
- Dejan Rusič - nogometaš
- Rok Sanda - pisatelj in režiser
- Saša Sedlar - arhitekt
- Elvira Dolinar Sitting - pripovednica in publicistka
- Milan Škerlavaj - narodni borec in ustanovitelj ilegalnih tiskarn
- Zvonko Šušteršič - zdravnik
- Dejan Učakar - glasbeni pedagog, fagotist in skladatelj
- Ladislav Vavpetič - strokovnjak za upravno pravo
- Albin Žabkar - matematik in pisec matematičnih učbenikov

### Delovali v Krškem
- Miran Rudan - glasbenik, pevec, skladatelj
- Boris Cavazza - režiser, dramatik in igralec
- Janez Mihael Arh - skladatelj, dramatik in igralec
- Martin Hočevar - trgovec in dobrotnik
- Josipina Hočevar - trgovka in dobrotnica, žena Martina Hočevarja
- Ivan Lapajne - ravnatelj meščanske šole
- Janez Mencinger - pisatelj in odvetnik
- Viktor Parma - skladatelj
- Viljem Pfeifer - mladoslovenski politik, državni poslanec na Dunaju in krški župan
- Anton Šantel - matematik in fizik
- Avgusta Šantel - slikarka, žena Antona Šantla
- Saša Šantel - slikar, sin Antona Šantla
- Jože Šlibar - avtor številnih prispevkov o sadnjarstvu in vinogradništvu
- Leopold Turšič - duhovnik in pesnik
- Janez Vajkard Valvazor - polihistor